# 国道238号

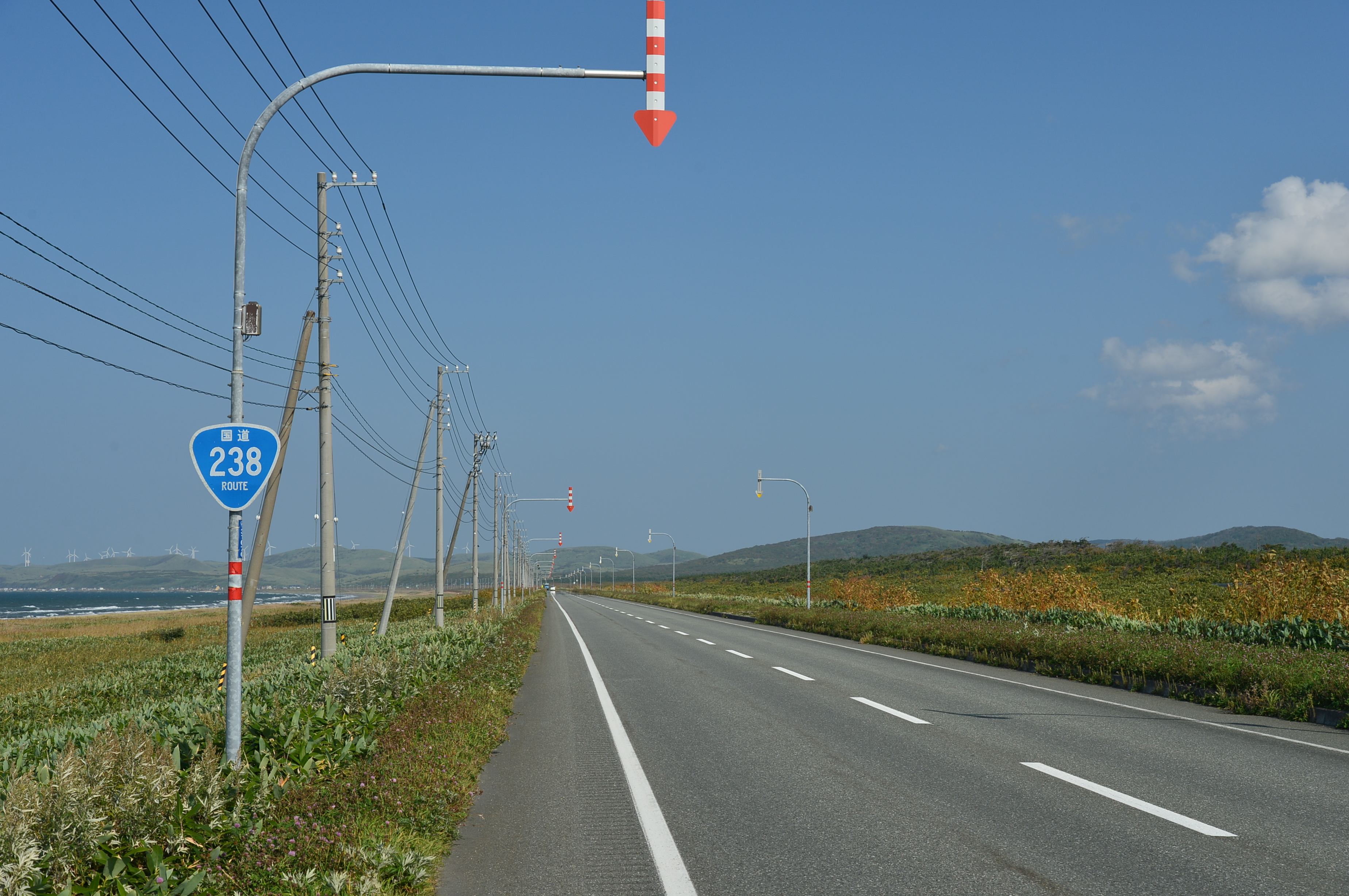
国道238号・北海道稚内市大字宗谷村

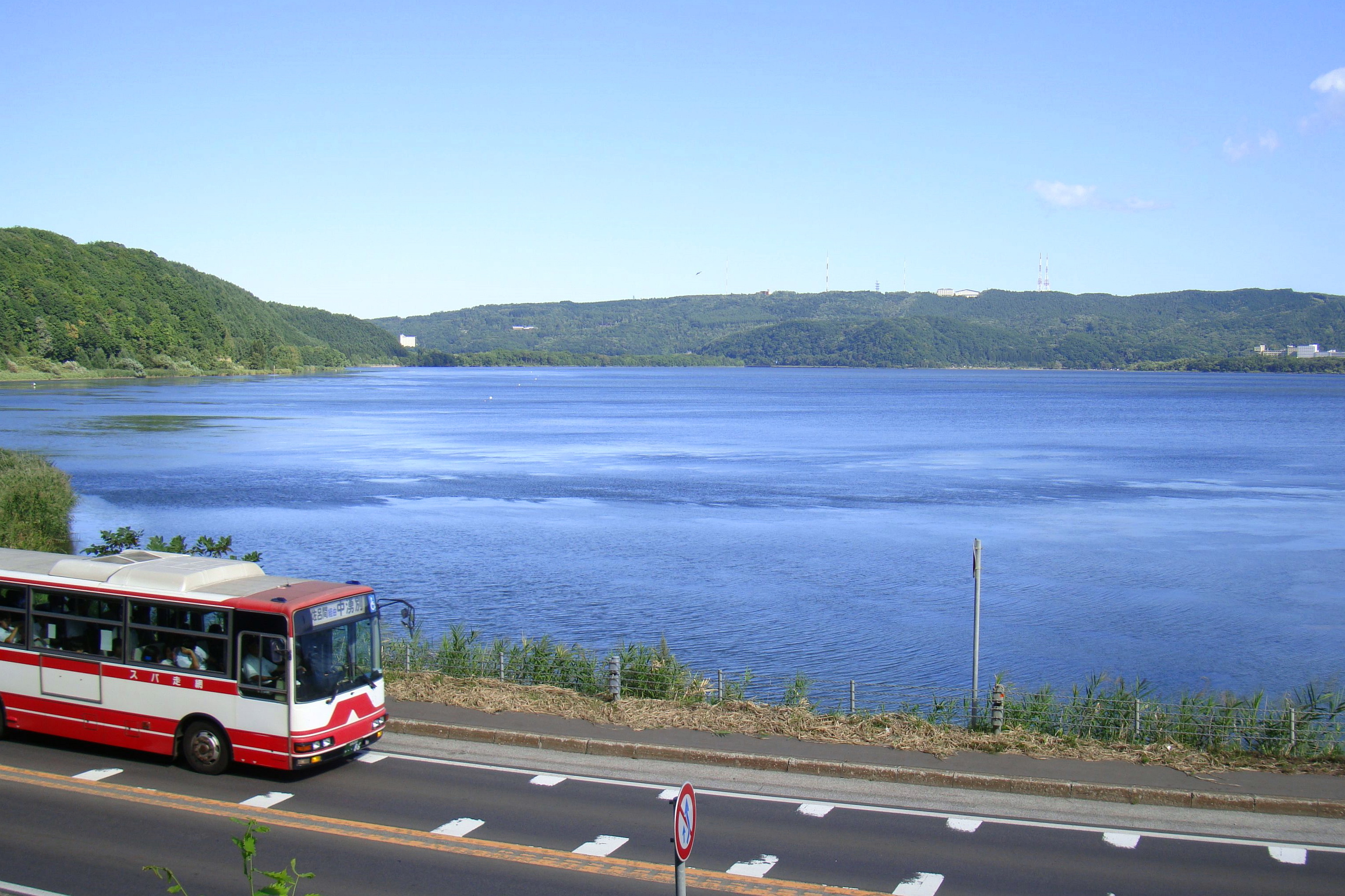
網走市。網走湖岸を通る

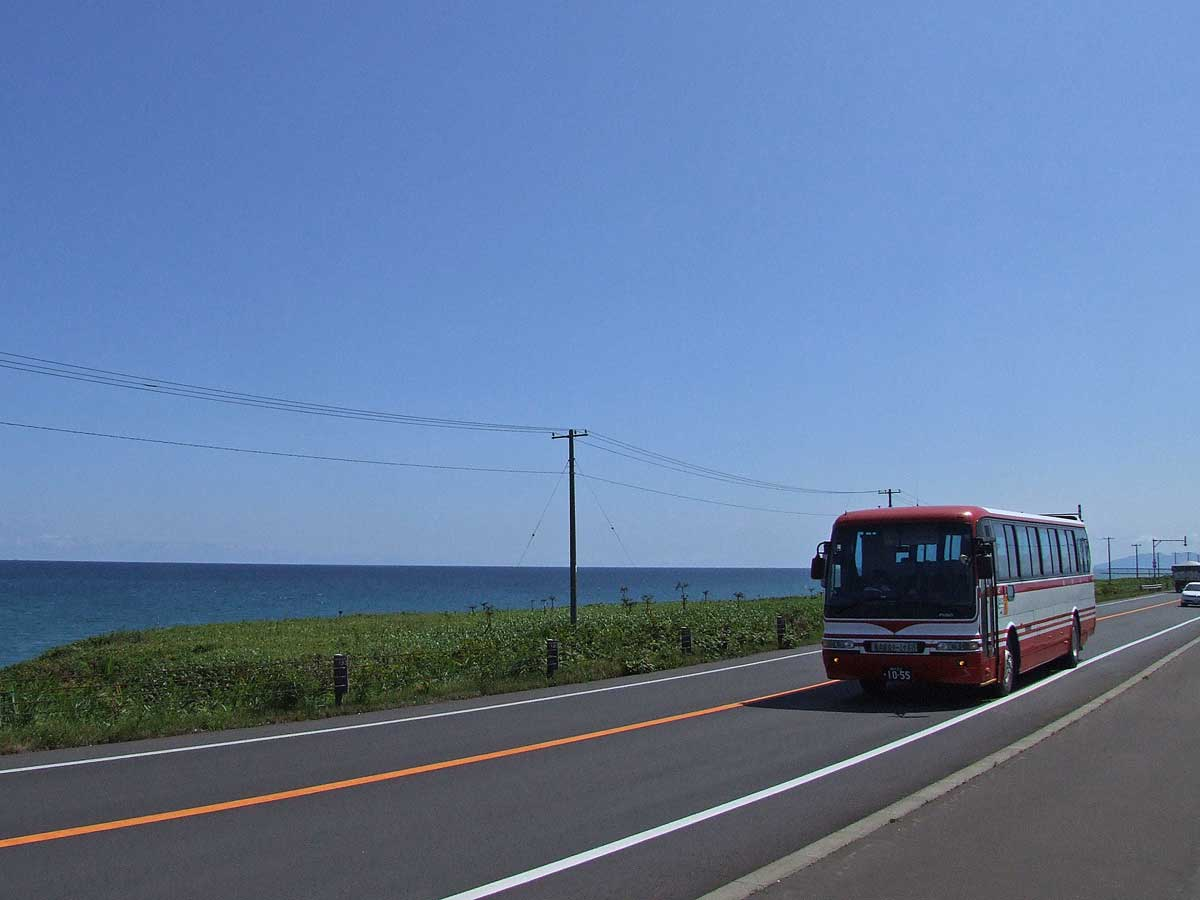
猿払村付近。オホーツク海を望みながら走る

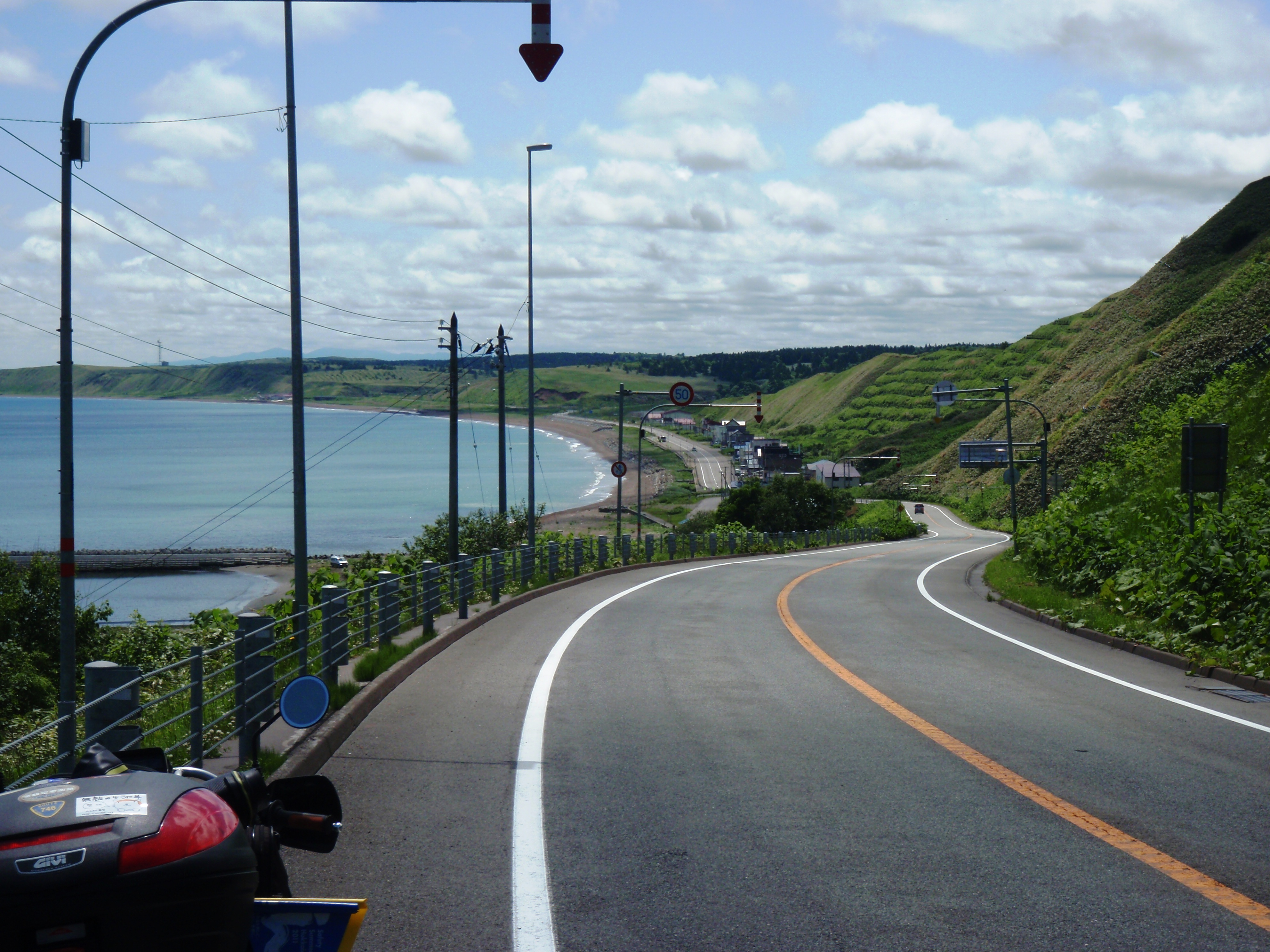
稚内市東浦付近

国道238号（こくどう238ごう）は、北海道網走市から稚内市に至る一般国道である。

## 概要
起点から終点までほぼ全線にわたってオホーツク海沿岸のコースをとる。日本最北端の国道で知られ、終点の稚内市では日本最北端の地の碑が設置されている宗谷岬を通過する。道路の実延長は約324 kmにおよび、路線番号が3桁の一般国道の中でものでも最も長い。

### 路線データ
一般国道の路線を指定する政令に基づく起終点および重要な経過地は次のとおり。
- 起点：網走市（網走市大曲1丁目16番37[6]、大曲1交差点 = 国道39号・国道240号・国道243号交点、国道239号起点）
- 終点：稚内市（稚内市潮見5丁目46番1[6]、潮見4丁目 / 潮見5丁目交差点 = 国道40号・国道232号交点）
- 重要な経過地：北海道常呂郡佐呂間町、同道紋別郡上湧別町[注釈 3]、紋別市、同郡興部町、同郡雄武町、同道枝幸郡浜頓別町
- 総延長 : 323.7 km（重用延長を含む）[4][注釈 1]
- 重用延長 : 0.1 km[4][注釈 1]
- 未供用延長 : なし[4][注釈 1]
- 実延長 : 323.7 km[4][注釈 1]
  - 現道 : 323.7 km[4][注釈 1]
  - 旧道 : なし[4][注釈 1]
  - 新道 : なし[4][注釈 1]
- 指定区間：全線[7]

## 歴史
- 1953年（昭和28年）5月18日 - 二級国道238号網走稚内線（網走市 - 稚内市）として指定施行[8]。
- 1965年（昭和40年）4月1日 - 道路法改正により一級・二級区分が廃止されて一般国道238号として指定施行[5]。
- 2018年（平成30年）4月1日 - 福島防雪事業による新道供用に伴い、旧道区間を湧別町に移管（湧別町道旧国道福島道路）[9]。
- 2025年（令和7年）3月25日 - 紋別防雪事業（紋別郡湧別町川西 - 紋別市小向、延長15.0 km）が全線開通[10]。

## 路線状況
長距離の路線であるが、信号も少なく自動車で快適に移動できる。宗谷岬のある北へ近づくほど交通量が減る傾向にある。
紋別郡湧別町 - 紋別市間は旭川紋別自動車道の予定区間と並行しているが、当該区間では2009年（平成21年）から防雪対策や交通安全対策によって旭川紋別自動車道の機能の一部を当面代替させる紋別防雪事業が進められた。

### 通称
- 大曲中央通（網走市内）
- オホーツクライン[12]
- オホーツク国道[14]
- 宗谷国道[15]

### バイパス
- 常呂バイパス（4,278 m）1983年8月2日全線開通[16]
- 紋別バイパス（9,463 m）1994年11月1日全線開通[17]
- 枝幸バイパス（4,500 m） 1986年11月6日全線開通[18]

### 重複区間
- 国道239号（起点 - 興部町）
- 国道242号（起点 - 湧別町）

### 道路施設

#### トンネル
- 北オホーツクトンネル（1,205 m）1999年11月9日開通[19]
- 猿払パーキングシェルター

#### 橋梁
- 芭露橋 1961年竣工
- 湧別大橋 1956年竣工
- 信部内（シブノツナイ）橋 1985年竣工
- 水谷橋 1959年竣工
- 八十士橋 1968年竣工
- 藻別橋
- 織り橋 1993年竣工
- 元丘川橋
- 彦橋 1993年竣工
- 新渚滑橋 1988年竣工
- 渚滑橋 2009年竣工
- 湖畔橋
- 沙留橋
- 瑠橡（ルロチ）橋
- 藻興部橋
- 旭橋
- 興部跨線橋
- 興部跨道橋
- 興部橋
- 最更満（モサラマン）橋
- 於仁志（オニシ）橋
- 元沢木橋 年竣工
- 御多込蘂（オタコムシベ）橋
- 当沸橋
- 雄武橋
- オコツナイ橋
- 雄古都橋
- 元稲府橋
- 音稲府橋
- 幌内橋
- 北の橋

#### 道の駅
- オホーツク総合振興局
  - サロマ湖（常呂郡佐呂間町）
  - 愛ランド湧別（紋別郡湧別町）
  - おうむ（紋別郡雄武町）
- 宗谷総合振興局
  - マリーンアイランド岡島（枝幸郡枝幸町）
  - さるふつ公園（宗谷郡猿払村）

## 地理
起点・網走から北へ向かうと、網走湖、能取湖、サロマ湖などオホーツク海に面する湖を望むことができる。オホーツク海の海岸線に沿うシーサイドラインで、沿道に大きな名所は無く、いくつもの町を通り抜ける。常にオホーツク海を臨むロケーションで、ひたすら同じような風景が淡々と続き、冬には流氷を見ることができる。宗谷岬付近では、海の向こうにサハリン（樺太）を望む荒涼とした風景の中、宗谷丘陵によるアップダウンが繰り返される道路となる。
かつては湧網線・名寄本線・興浜南線・興浜北線・天北線の各鉄道路線と並行していたが、1989年（平成元年）までに全廃されたため、以降は並行する鉄道路線は存在しない。バスターミナルや記念公園、モニュメントなどといったかたちで沿道にその名残を見ることができる。
国道最北端の位置は日本最北端の地で有名な宗谷岬を通ることで知られており、その緯度は北緯45度31分の位置にある。終点は、稚内市街地の中にあり、国道40号に行き当たって終わる。

### 通過する自治体
- 北海道
  - オホーツク総合振興局
    - 網走市 - 北見市 - 常呂郡佐呂間町 - 紋別郡湧別町 - 紋別市 - 紋別郡興部町 - 紋別郡雄武町

  - 宗谷総合振興局
    - 枝幸郡枝幸町 - 枝幸郡浜頓別町 - 宗谷郡猿払村 - 稚内市

### 交差する道路
オホーツク総合振興局
網走市
- 国道39号：大曲1丁目（大曲1起点）
- 北海道道1087号網走常呂自転車道線：大曲1丁目（大曲駐輪場）
- 北海道道1010号能取三眺線：三眺
- 北海道道1087号網走常呂自転車道線：二見ヶ岡（二見ヶ岡駐車場）
- 北海道道104号網走端野線：二見ケ岡
- 北海道道76号網走公園線：二見ケ岡
- 北海道道591号嘉多山卯原内停車場線：卯原内
- 北海道道1087号網走常呂自転車道線：能取（能取駐車場）

北見市
- 北海道道409号常呂港線：常呂町字東浜
- 北海道道1033号土佐東浜線：常呂町字東浜
- 北海道道7号北見常呂線：常呂町字常呂南町
- 北海道道1033号土佐東浜線：常呂町字土佐
- 北海道道442号サロマ湖公園線：常呂町字岐阜
- 北海道道442号サロマ湖公園線：常呂町字岐阜

常呂郡佐呂間町
- 北海道道103号留辺蘂浜佐呂間線：浜佐呂間
- 北海道道858号キムアネップ岬浜佐呂間線：浜佐呂間
- 北海道道961号富武士佐呂間線：富武士

紋別郡湧別町
- 北海道道685号計呂地若佐線：計呂地
- 北海道道244号遠軽芭露線・北海道道491号芭露停車場線：芭露
- 国道242号・北海道道712号緑蔭中湧別停車場線：北兵村三区
- 北海道道204号湧別上湧別線：錦町

紋別市
- 北海道道873号小向元紋別線：小向
- 北海道道1151号新紋別空港線：小向
- 北海道道305号紋別丸瀬布線：元紋別
- 北海道道305号紋別丸瀬布線・北海道道873号小向元紋別線：元紋別
- 北海道道304号紋別港線：元紋別
- 北海道道713号中渚滑紋別停車場線：新生
- 国道273号・北海道道305号紋別丸瀬布線：渚滑町7丁目（渚滑町5丁目・渚滑町7丁目交点）

紋別郡興部町
- 北海道道492号沙留停車場線：沙留海運町
- 北海道道334号中藻興部興部線 : 興部春日町
- 国道239号：興部元町

紋別郡雄武町
- 北海道道883号宇津沢木線：沢木
- 北海道道49号美深雄武線：雄武開生
- 北海道道410号雄武港線：雄武本町（地域交流センター交点）
- 北海道道60号下川雄武線：北幌内

宗谷総合振興局
枝幸郡枝幸町
- 北海道道880号上音標音標線：音標
- 北海道道1023号上徳志別乙忠部線：乙忠部
- 北海道道12号枝幸音威子府線：下幌別
- 北海道道1069号ウエンナイ幌内保線：南浜町
- 北海道道1069号ウエンナイ幌内保線：岬町

枝幸郡浜頓別町
- 北海道道586号豊牛下頓別停車場線：豊寒別
- 北海道道1074号頓別港線：頓別
- 国道275号：大通3丁目

宗谷郡猿払村
- 北海道道710号浅茅野台地浜頓別線：浅茅野台地
- 北海道道732号上猿払浅茅野線：浅茅野
- 北海道道584号猿払停車場線：浜猿払
- 北海道道1120号浜鬼志別港線：浜鬼志別
- 北海道道138号豊富猿払線：浜鬼志別

稚内市
- 北海道道1077号稚内猿払線：宗谷村東浦
- 北海道道889号上猿払清浜線：宗谷村清浜
- 北海道道121号稚内幌延線：声問4丁目
- 北海道道1133号宗谷ふれあい公園線：声問5丁目
- 国道40号：潮見5丁目（潮見4丁目、終点）